# 时空本性
《时空本性》（The Nature of Space and Time）是一本书，它记录了英国理论物理学家斯蒂芬·霍金和罗杰·彭罗斯之间关于物理学和物理学哲学的辩论。该书由普林斯顿大学出版社于1996年出版。书中提到的辩论是1994年在剑桥大学的艾萨克·牛顿研究院进行的。这场辩论效仿了阿尔伯特·爱因斯坦和尼尔·玻尔之间的一系列辩论。